# Тараненко, Александр Анисимович
Александр Анисимович Тараненко (укр. Олександр Онисимович Тараненко; род. 24 июня 1949, Дмитровка) — советский и украинский лингвист, доктор филологических наук (1990), профессор (1992), член-корреспондент НАН Украины (2018).

## Биография
Родился 24 июня 1949 года в селе Дмитровка Петропавловского района Днепропетровской области.
В 1973 году окончил Днепропетровский государственный университет. Учился в аспирантуре Института языкознания им. А. А. Потебни АН УССР, в 1977 году защитил кандидатскую диссертацию на тему «Полисемический параллелизм и явление семантической аналогии». С 1976 года работал младшим, затем старшим, с 1986 года — ведущим научным сотрудником отдела лексикологии и лексикографии. С 1987 года — заведующий этим отделом. В 1990 году защитил докторскую диссертацию на тему «языковая семантика в её динамических аспектах». В 1991—1998 годах — первый директор Института украинского языка НАН Украины, одновременно — заведующий отделом лексикологии и лексикографии Института. В 2003—2009 годах — заведующий кафедрой общего и украинского языкознания Киевского лингвистического университета. С 2009 года — ведущий научный сотрудник отдела общего языкознания Института языкознания им. А. А. Потебни, с 2016 года — заведующий этим отделом.
Исследует проблемы украинской лексикологии и лексикографии, языковой семантики, славянского, общего и сопоставительного языкознания, социолингвистики, современную языковую ситуацию в Украине и тенденции развития украинского литературного языка. Разработал концепции нового многотомного толкового словаря украинского языка активного типа, однотомного толкового словаря украинского языка среднего объёма, словаря новых слов и значений украинского языка, сводного словоуказателя украинской лексики.

### Монографии, сборники
- «Полісемічний паралелізм і явище семантичної аналогії» (1980).
- «Мова і культура» (1986; соавт.).
- «Языковая семантика в её динамических аспектах» (1989).
- «Новий словник української мови (концепція і принципи укладання словника)» (1996).
- «Український правопис: так і ні» (1997; составитель, соавт.).
- «Українська мова: 1945—1995» (1999; соавт.).
- «Актуалізовані моделі в системі словотворення сучасної української мови (кінець ХХ — ХХІ ст.)» (2015).
- «Trasjanka und Suržyk — gemischte weißrussisch-russische und ukrainisch-russische Rede. Sprachlicher Inzest in Weißrussland und in der Ukraine?» (2014; соавт.).
- «Андроцентризм у системі мовних координат і сучасний гендерний рух» (2021).

### Словари, энциклопедии, справочники
- «Орфографічний словник української мови» (1994, 2-е изд. — 1999; сосоставитель);
- «Словник синонімів української мови» (у 2 т., 1999—2000; сосоставитель и соредактор).
- «Українсько-російський словник: сфера ділового спілкування» (2000; сосоставитель и редактор).
- «Українська мова: Енциклопедія» (2000; 3-е изд. 2007; автор концепции, сопредседатель редколлегии, автор статей).
- «Словозміна української мови (таблиці відмінювання і дієвідмінювання)» (2003).
- «Українсько-російський і російсько-український словник: Сфера ділового і професійного спілкування» (2011; сосоставитель и редактор).

### Статьи
- Динаміка слов’янських іменних класифікацій у діахронії і синхронії // Слов’янське мовознавство: Доповіді на ХІ Міжнародному з’їзді славістів. — К., 1993. — С. 74—98.
- Мова Київської Русі: вузол історико-лінгвістичних і політико-ідеологічних проблем // Історія української мови: Хрестоматія. — К., 1996. — С. 280—286.
- Українська мова наприкінці XX ст.: Старі проблеми і нові перспективи // Studia z filologii Polskiej i Slowiańskiej. — Warszawa, 1999. — T. 35. — С. 273—290.
- Языковая ситуация и языковая политика времен «перестройки» и государственной независимости Украины // Sprachwandel in der Slavia: Die slavischen Sprachen an der Schwelle zum 21. Jahrhundert. — Frankfurt am Main etc., 2000. — Tl. 2. — С. 635—652.
- Українська мова і сучасна мовна ситуація в Україні // Мовознавство. — 2001. — № 4. — С. 3—19.
- Три метафоричні моделі слов’янської єдності та їх різні інтерпретації (Коллар — Пушкін — Шевченко та ін.) // Мовознавство. — 2001. — № 3. — С. 55—61.
- Українська ономастика в системі нових державно-політичних координат // Linguistica slavica: Ювілейний збірник на пошану І. М. Желєзняк. — К., 2002. — С. 165—175.
- Колоквіалізація, субстандартизація та вульгаризація як характерні явища стилістики сучасної української мови (з кінця 1980-х рр.) // Мовознавство. — 2002. — № 4/5. — С. 23—41; 2003. — № 1. — С. 23—41.
- Мовна ситуація та мовна політика в сучасній Україні (на загальнослов’янському тлі) // Мовознавство. — 2003. — № 2/3. — С. 30—55.
- Принцип андроцентризму в системі мовних координат і сучасний гендерний рух // Мовознавство. — 2005. — № 1. — С. 3—25.
- Сучасні тенденції до перегляду нормативних засад української літературної мови і явище пуризму (у межах граматичних категорій іменника) // Мовознавство. — 2005. — № 3/4. — С. 85—104.
- Сучасні тенденції до перегляду нормативних засад української літературної мови і явище пуризму (у межах іменних граматичних категорій) // Мовознавство. — 2006. — № 1. — С. 44—61.
- Дієслово в контексті сучасних тенденцій до перегляду нормативних засад української літературної мови // Мовознавство. — 2006. — № 2/3. — С. 55—77.
- «Я» (сукупність принципів антропоцентризму, соціально активної особи та андроцентризму) в організації слов’янських іменних (родових) класифікацій // Мова. Людина. Світ: До 70-річчя профессора М. П. Кочергана. — К., 2006. — С. 67—71.
- Нормативні тенденції в сучасній українській мові і явище варіантності // Українська термінологія і сучасність. — К., 2007. — Вип. 7. — С. 25—37.
- Ukrainian and Russian in contact: attraction and estrangement // International Journal of the Sociology of Language. — 2007. — № 183. — Р. 119—140.
- На теми сучасної української ономастики // Мовознавство. — 2007. — № 1. — С. 6—22.
- Українсько-російський суржик: статус, тенденції, оцінки, прогнози // Мовознавство. — 2008. — № 1. — С. 14—30.
- Сучасні тенденції до перегляду нормативних засад української літературної мови і явище пуризму (на загальнослов’янському тлі) // Мовознавство. — 2008. — № 2/3. — С. 159—189.
- Український і російський мовно-культурні вектори в сучасній Україні: реальність, політизація, міфи // Мовознавство. — 2009. — № 2. — С. 3—33; 2009. — № 3/4. — С. 54—81.
- На теми сучасного українського ономастикону: тенденції конотативних нашарувань // Мовознавство. — 2010. — № 1. — С. 14—36.
- Українсько-російські мовні контакти на сучасному етапі: притягування і відштовхування. І. Впливи, інтерференція, запозичення // Мовознавство. — 2010. — № 2/3. — С. 55—82.
- Українсько-російські мовні контакти на сучасному етапі: притягування і відштовхування. II. Текстуальні вкраплення, прецедентні тексти мовою оригіналу // Мовознавство. — 2010. — № 4/5. — С. 22—39.
- Явище історико-мовної міфотворчості в сучасному українському суспільстві // Мовознавство. — 2011. — № 6. — С. 14—33.
- Національна політика Російської Федерації як один із чинників прискорення культурно-мовної асиміляції етнічних українців // Науковий збірник Музею української культури у Свиднику. — Свидник (Словаччина), 2011. — № 26. — С. 19—28.
- Лівий — правий, демократ — ліберал та ін.: Семантико-оцінні переорієнтації в опозиціях сучасного українського політичного спектра // Акцентологія. Етимологія. Семантика: До 75-річчя академіка НАН України В. Г. Скляренка. — К.: Наук. думка, 2012. — С. 454—470.
- Суперечності між національним і соціальним у розвитку літературної мови // Екологія мови і мовна політика в сучасному суспільстві. — К., 2012. — С. 92-118.
- Укр. воріженьки: дзеркало національної ментальності? // Studien zu Sprache, Literatur und Kultur bei der Slaven: Gedenkenschrift für George Y. Shevelov aus Anlass seines 100. Geburtstages und 10. Todestages. — München; Berlin, 2012. — С. 231—244.
- Формування нової системи соціальних цінностей і пріоритетів українського суспільства (на матеріалах української мови кінця ХХ — початку ХХІ ст.) // Мовознавство. — 2012. — № 3. — С. 3-31 ; 2012. — № 5. — С. 14-33 ; 2013. — № 6. — С. 3-26 ; 2014. — № 1. — С. 3-31 ; 2014. — № 3. — С. 3-33 ; 2014. — № 5. — С. 14-34 .
- Мовна присутність української західної діаспори в сучасній Україні // Slavic Languages in Migration (Slavische Sprachgeschichte, Bd. 6). — Wien; Berlin, 2013. — С. 125—160.
- Мова української західної діаспори і сучасна мовна ситуація в Україні // Мовознавство . — 2013. — № 2-3. — С. 63-99.
- Мовний ландшафт Центральної України: українська мова, російська мова, «суржик» (уживання — мовна компетенція — національне позиціонування) // Мовознавство. — 2015. — № 4. — С. 3-25 (співавтор).
- Нові явища у фонетиці сучасної української мови (кінець ХХ —початок ХХІ ст.). // Мовознавство. — 2016. — № 2. — С. 15-44.
- Активізація тенденцій до аналітизму versus до синтетизму в сучасній українській літературній мові (кінець ХХ — початок ХХІ ст.). ІІ // Мовознавство. — 2016. — № 6. — С. 3-22.
- Активізація змін у межах явища мовної варіантності в українській літературній мові новітнього періоду (кінець ХХ — початок ХХІ ст.) // Мовознавство. — 2017. — № 3. — С. 17‒38.
- Тенденції до «елітаризації» як один з напрямів розвитку української літературної мови новітнього періоду (кінець ХХ — початок ХХІ ст.) // Мовознавство. — 2017. — № 4. — С. 65‒80.
- Зміни у співвідношеннях між тенденціями до аналітизму / до синтетизму на межі ХХ-ХХІ ст. (українська мова на загальнослов’янському тлі) // Мовознавство. — 2018. — № 2. — С. 43-68.
- Нові тенденції в поширенні елементів російської мови в корпусі й текстах української літературної мови. І // Мовознавство. — 2019. — № 2. — С. 3-25.
- Нові тенденції в поширенні елементів російської мови в корпусі й текстах української літературної мови. ІІ // Мовознавство. — 2019. — № 3. — С. 3-25.
- Мова і церква в сучасній Україні. // Мовознавство. — 2019. — № 6. — С. 22-55.
- Language and Religion in Central Ukraine. // International Journal of the Sociology of Language. — 2019. — С. 105—130.
- Державна мовна політика і контроль за станом літературної мови: досвід постсоціалістичних країн // Мовне законодавство і мовна політика: Україна, Європа, світ. — 2019. — С. 50-96.
- Явище мовного андроцентризму і сучасний рух за гендерну рівність. І // Мовознавство. — 2020. — № 1. — С. 19-39.
- Явище мовного андроцентризму і сучасний рух за гендерну рівність. ІІ // Мовознавство. — 2020. — № 2. — С. 27-41.
- Явище мовного андроцентризму і сучасний рух за гендерну рівність. ІІІ // Мовознавство. — 2020. — № 3. — С. 3-25.